# 赵太庸
赵太庸（：／ Jo Tae-yong，1956年8月29日—）是大韩民国的外交官和政治人物，拥有30多年的外交歷練，曾擔任國家安保室室長、國會議員、駐美大使、外交部次长等職，曾任國家情報院院長。